# Teresa Burcet Vicens
Teresa Burcet Vicens (Cadaqués, 27-6-1829 - Begur, 1906) va ser la primera mestra pública dona de Palafrugell. Del 1853 fins al 1889 -en què es va jubilar- fou mestra i directora de l'escola de nenes.
Durant la segona meitat del segle xix, es va plantejar i aconseguir que l'ensenyament fos públic. A Palafrugell fou el 1870 quan se'n va aconseguir la gratuïtat per a les famílies, ja que l'Ajuntament passava a fer-se càrrec de la remuneració dels mestres. I aleshores, tal com es pretenia, va augmentar el nombre de nenes i nens escolaritzats. De fet, la Llei Moyano feia obligatori el primer ensenyament elemental, o sia el dels infants entre 6 i 9 anys. Així, va ser necessari contractar dues auxiliars, la Júlia i la Dolors Vilà, que ajudarien la titular, Teresa Burcet.
El 2011 va ser proposada per donar nom a un carrer del municipi de Palafrugell, a través d'una enquesta oberta per l'Espai Dona. Tres anys després, el 25 de març de 2014, es va dedicar l'Espai Teresa Burcet.